# 아직기
아직기(일본어: 阿直岐 아치키[*])는 근초고왕 때 왜(倭)로 건너간 백제 사신이다.
아직기는 근초고왕의 명으로 2필의 말을 끌고  왜(倭)에 건너가 왜왕에게 바친 후 말을 기르는 일을 맡아보았다. 그러다 그가 경서에 능한 것을 보고 왜왕이 태자의 스승으로 삼았다. 그리고 근구수왕 때 왕인(王仁)도 왜나라에 초청되었다. 일본이 유학(儒學) 발전의 기초를 마련하게 해주었다.

## 아직기가 등장한 작품
- 《근초고왕》(KBS, 2010년~2011년, 배우:이인)

## 같이 보기
- 왕인